# Fowell Buxton (3e baronnet)
Pour les articles homonymes, voir Buxton.
Thomas Fowell Buxton, 3e baronnet, (26 janvier 1837 - 28 octobre 1915), communément appelé Fowell Buxton est Gouverneur d'Australie-Méridionale du 29 octobre 1895 au 29 mars 1899.

## Biographie
Il est le petit-fils de Thomas Fowell Buxton, un député britannique et réformateur social, et le fils de Edward Buxton, 2e baronnet, également député.
Il fréquente la Harrow School et le Trinity College de Cambridge. Il épouse Victoria Noel le 12 juin 1862 et ils ont 13 enfants, dont dix survivants à l'enfance. Elle est paralysée par une maladie de la colonne vertébrale en 1869.
Il est élu député libéral de King's Lynn aux élections générales de 1865, mais est battu aux élections de 1868. Après sa défaite, il se présente de nouveau au Parlement sans succès à plusieurs autres occasions: à Westminster aux élections générales de 1874, à Western Essex aux élections générales de 1880 et aux élections partielles dans le nord de Norfolk en 1876 et 1879. Il est nommé haut shérif de Norfolk en 1876.
Lorsque Buxton est nommé gouverneur, le Premier ministre d'Australie-Méridionale, Charles Kingston est en colère que le gouvernement de l'Australie-Méridionale n'ait pas été impliqué dans la décision, et rend la vie aussi difficile que possible pour Buxton et sa famille. L'allocation du gouverneur est réduite et des droits de douane sont facturés sur les articles ménagers (y compris le transport de sa femme invalide). Buxton accepte le poste de toute façon et est décrit plus tard comme le gouverneur le plus sympathique, le plus sociable et le plus sensé, en raison de sa gentillesse douce et sans prétention. Il visite des prisons et des hôpitaux et montre un véritable intérêt pour la culture autochtone pendant son mandat de gouverneur. Il retourne finalement en Angleterre en raison de la mauvaise santé de sa femme.
Leur deuxième fils, Noel Buxton est aide de camp de son père en tant que gouverneur, et est ensuite militant des droits de l'homme et député britannique. Son troisième fils, Charles Roden Buxton, est également député.
Le mémorial de Thomas et son épouse Victoria est érigé dans l'église St Thomas dans l'Upshire dans l'Essex en 1917, conçu par Robert Lorimer .